# فن الخط العربي

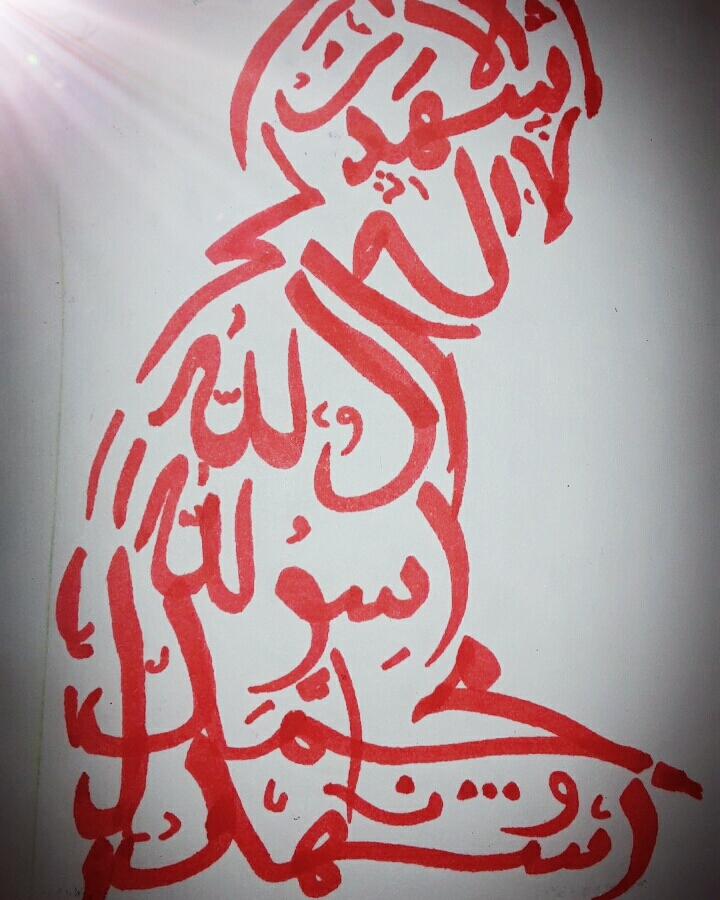
فن الخط العربي.

تكوين خطي، البسملة بفن الخط العربي.

فن الخط العربي هو ممارسة فنية لفن الخط والخط اليدوي والرسم بالخط على الكتب المجلّدة باستخدام الأبجدية العربية. يعرف هذا الفن باللغة العربية بالتخطيط (خط).

## معرض الصور

### أمثلة حديثة
لوحات بخط الثلث

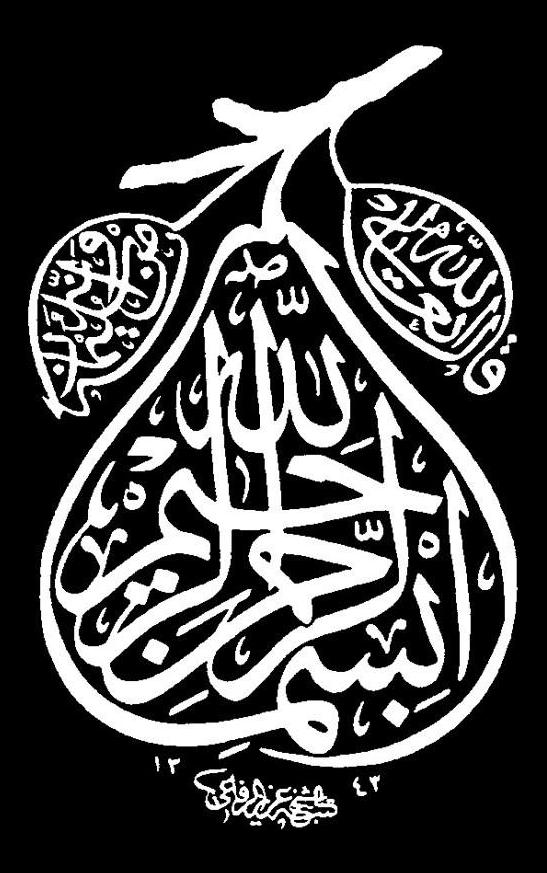
بسم الله مخطّطة
شعار طيران الإمارات مكتوب بالخط العربي الحُرّ
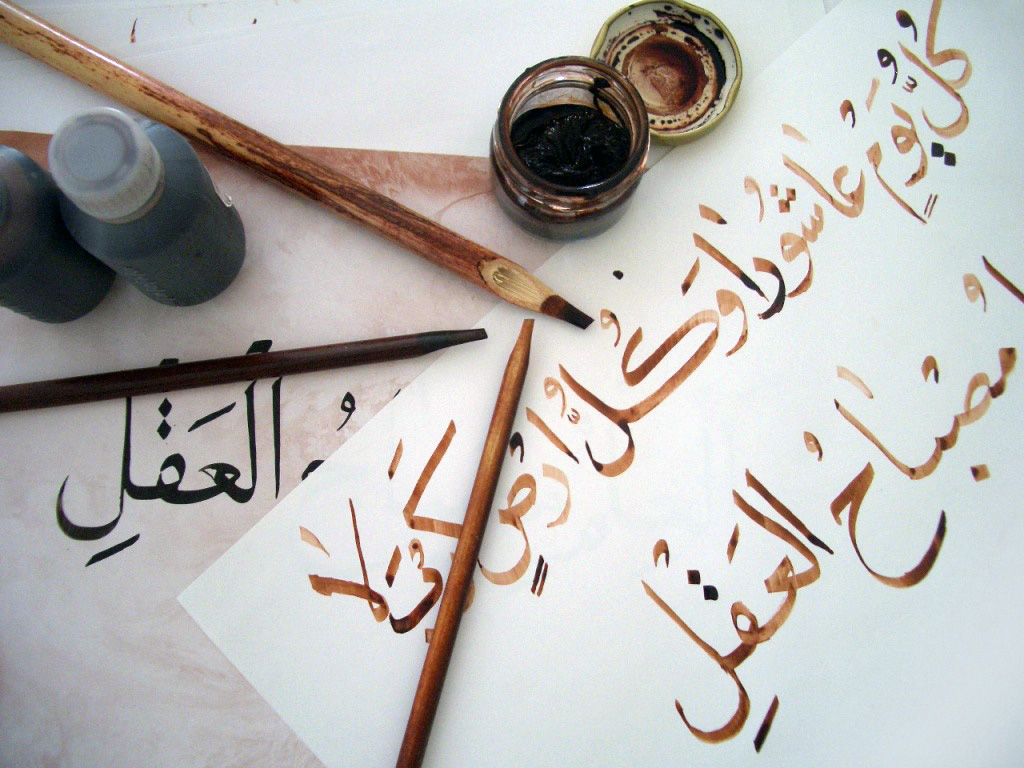
أدوات المتدربين عن فن الخط العربي